# Митридат II из Киоса
Митридат II (греч. Mιθριδάτης; Митридат) был сыном или родичем Ариобарзана II и после него в 337 году до н. э. стал сатрапом Понта. Историк Диодор писал, что Митридат II правил 35 лет, что означает, что он был последним сатрапом Понта был на службе Персидской империи, которая в 330-е годы до н. э. прекратила существование после завоевания Александром Великим.
Менее трех десятилетий правления Митридата были отмечены войнами диадохов; Антигон I Одноглазый в 302 году до н. э. беспокоился о том, что Митридат, который тогда был в преклонном возрасте, мог заключить союз с Кассандром. Вскоре он был убит по приказу Антигона I. Ему наследовал его сын Митридат I Понтийский, который стал основателем Понтийского царства.